# Нижній Абран
38°59′55″ пн. ш. 65°38′00″ сх. д. / 38.99861° пн. ш. 65.63333° сх. д.
Нижній Абран (узб. Qo’yi Obron, Кўйи Оброн) — міське селище в Узбекистані, в Касанському районі Кашкадар'їнської області.
Статус міського селища з 2009 року.